# Geraldine Holm Hoch
Geraldine Holm Hoch (10. června 1924 Missouri – 3. května 1973 Los Angeles) byla americká chemická inženýrka, která jako jedna z prvních žen pracovala ve společnostech Pratt & Whitney, Northrop Grumman, Bendix Corporation, Midwest Research Institute a Lockheed Martin. Patentovala protikorozní systémy pro dopravní letadla Lockheed L-1011 TriStar a Boeing 747.

## Mládí a vzdělání
Geraldine (Gerry) se narodila v městečku Independence ve státě Missouri. Absolvovala střední školu a ve věku 15 let získala ocenění jako nejlepší student angličtiny. Poté navštěvovala Southwest Missouri State Teacher's College, která je nyní součástí Missouri State University a absolvovala s nejvyšším vyznamenáním. Ještě na vysoké škole ve věku 17 let vyučovala fyziku studenty letectví Spojených států. V roce 1940 byla vybrána do prestižního seznamu „Kdo je kdo pro vysoké školy a univerzity“. Geraldine absolvovala v roce 1943 s titulem z chemie a matematiky.
Poté absolvovala kurzy analýzy napětí na Northrop School of Aviation a kurzy v oblasti rádiových a elektronických technologií na Kansas University.
Byla členkou Kappa Mu Epsilon, specializované společnosti pro matematiku. V této organizaci pracovala jako volená úřednice pro kapitolu Missouri Alpha. Byla také členkou Alpha Phi Delta (čestné sorority – bratrstva) a Theta NU Theta (sociální sorority).

## Výzkum a kariéra

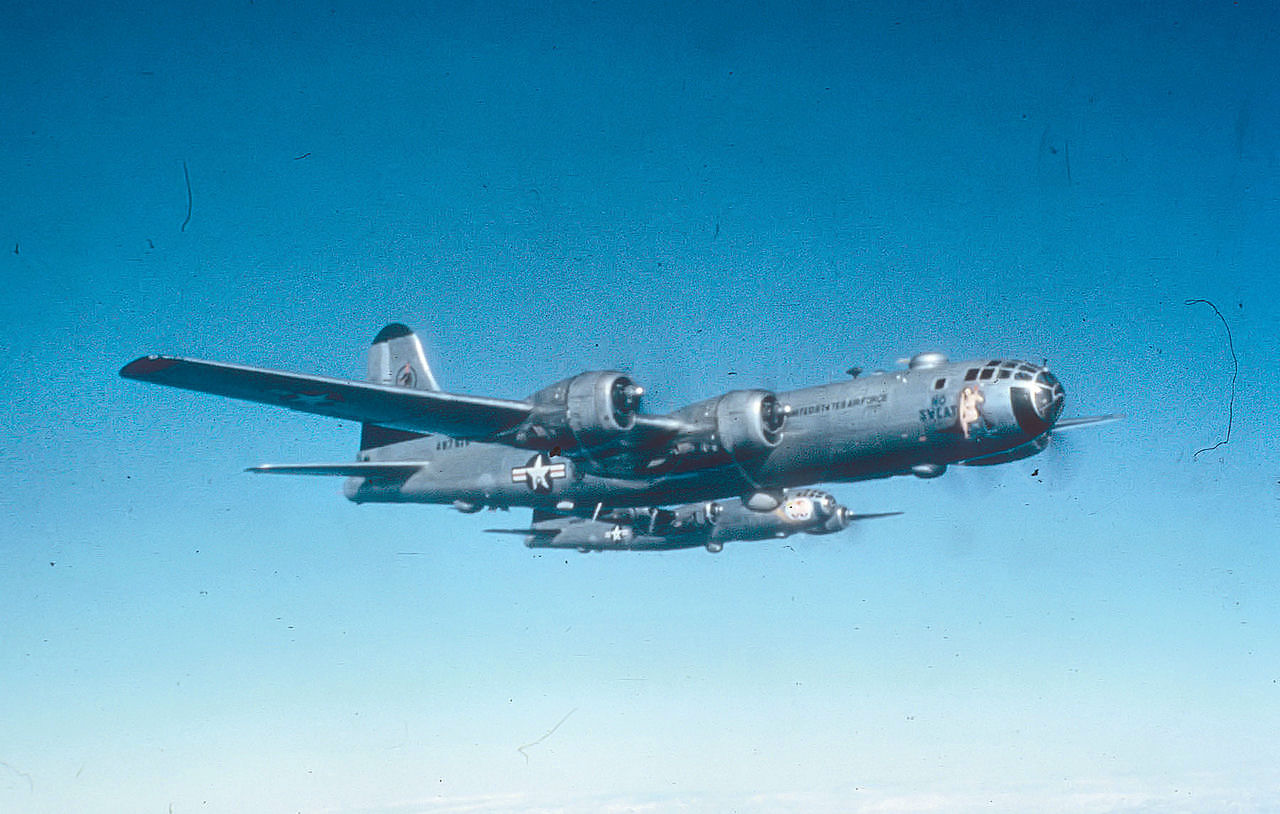
Boeing B-29 Superfortress, čtyřmotorový těžký bombardér používaný americkým letectvem během druhé světové války a korejské války.

Po vysoké škole pracovala pro Pratt & Whitney Aircraft Engine Corp v Kansas City v Missouri jako elektrochemička ve výzkumu a vývoji podporujícím letecký motor Pratt & Whitney R-4360 Wasp Major, který byl na konci druhé světové války použit do modernizovaných modelů Boeing B-29 Superfortress a později do Boeing B-50 Superfortress (Lucky Lady).

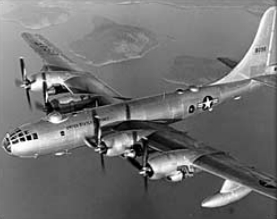
Boeing B-50 Superfortress, poválečná verze bombardéru B-29 s novými a silnějšími motory Pratt & Whitney Wasp Major.

V roce 1948 se přestěhovala do Jižní Kalifornie, kde dostala zaměstnání u společnosti Northrop Grumman (tehdy Northrop Aviation) v Los Angeles. Byla jednou z prvních žen, která byla zaměstnána jako výzkumná chemička a pracovala ve výzkumu a vývoji po boku leteckého konstruktéra Jacka Northropa. V Northropu pracovala na raketovém projektu SM-62 Snark (mezikontinentální raketový program), který vyústil ve vývoj jednoho z nejsložitějších digitálních počítačů a astronomických naváděcích systémů na světě.
Od roku 1950 do roku 1952 pracovala ve společnosti Bendix Corporation jako chemická inženýrka a zabývala se výzkumem a vývojem v oblasti elektroformování niklu.

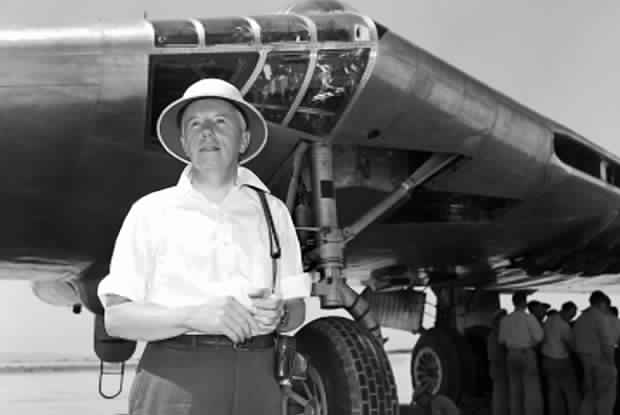
Jack Northrop, americký letecký konstruktér a průmyslník, který založil firmu Northrop Corporation.

Poté nastoupila do Midwest Research Institute a pokračovala ve svém výzkumu jako elektrochemička. Navrhla zařízení pro elektroformování při výrobě válcových skořepin, které se používaly pro studium aerodynamického tunelu těla raket.
V roce 1965 se vrátila do Kalifornie a přijala pozici výzkumné chemičky pro Lockheed Martin, kde pracovala v oblasti metalurgie. Tam vyvinula a patentovala nové způsoby, jak zabránit korozi kovů. Pracovala také ve společnosti Northrop Grumman, kde zúročila své znalosti o prevenci koroze při návrhu trupových panelů pro Boeing 747.
V roce 1971 na konferenci NATO, která se konala v belgickém Bruselu, své poznatky prezentovala.

## Osobní život
Svého budoucího manžela Geraldine potkala v práci. Byl to průmyslový inženýr Harry Edward Hoch. V roce 1950 se vzali a založili rodinu v Kansasu. Vychovali tři děti, které se všechny staly inženýry.
Navzdory tomu, že pracovala na materiálové vědě pro vesmírný program, byla placena jako administrátorka. V té době to byla běžná diskriminace žen, která se projevovala v horších možnostech vzdělání a zaměstnávání žen, především pak v rozdílech v odměňování žen a mužů. Stala se proto členkou Business and Professional Women's Foundation v San Fernando v Kalifornii.
V roce 1971 onemocněla rakovinou, ale stále pokračovala v práci pro Lockheed. Po třech letech svůj boj prohrála a 3. května 1973 zemřela v pouhých 49 letech v Los Angeles.